# Bento Gonçalves Snakes
Bento Gonçalves Snakes é uma equipe gaúcha de futebol americano, da cidade de Bento Gonçalves, fundada em maio de 2015. Em 2016, participou pela primeira vez do Campeonato Gaúcho da modalidade. Atualmente, disputa a Liga Nacional, equivalente à segunda divisão do futebol americano brasileiro.
No primeiro jogo de sua história, realizado no dia 31 de janeiro de 2016, derrotou o São Leopoldo Mustangs por 12 a 0, em um amistoso preparatório para o Campeonato Gaúcho.
No seu primeiro jogo oficial, disputado em 13 de março do mesmo ano, contra o Santa Cruz do Sul Chacais, pelo Campeonato Gaúcho, o clube atraiu aos seus domínios o maior público registrado em uma partida de futebol americano no estado até então: mais de 2.200 torcedores assistiram, no Estádio da Montanha, ao triunfo santa-cruzense por 2 a 0.